# Amedeo Chiantoni
Amedeo Chiantoni (1871 – 1965) fue un actor teatral de nacionalidad italiana.

## Biografía
Nació en Chieti, Italia, en el seno de una familia de intérpretes, siendo su hermana la también actriz Giannina Chiantoni. Se inició artísticamente con su padre, Gaetano Chiantoni, director teatral de una pequeña compañía que representaba comedias y dramas populares. En 1897, tras haber sido actor secondo brillante, Alfredo De Sanctis lo convierte en galán, actuando seguidamente con la compañía de Irma Gramatica y Enrico Reinach con la pieza Spiritismo, de Victorien Sardou.
Entre 1909 y 1912 fue primer actor de la Stabile romana del Teatro Argentina, bajo la dirección de Ettore Paladini teniendo con él a Luigi Cimara, y posteriormente director. 
Su repertorio oscilaba continuamente entre el género histórico romántico y el ligero. Destacó en particular su interpretación en La cena delle beffe, de Sem Benelli - autor especialmente querido por Chiantoni – en el estreno del Teatro Argentina de Roma en 1909. 
De sus actuaciones en el género histórico son recordadas Orione de Ercole Luigi Morselli, Andrea del Sarto de Valentino Soldani, y La giovane Italia de Domenico Tumiati. En el género popular destacan Pietra fra pietre de Hermann Sudermann, La morte in vacanza de Alberto Casella, y Vertigine de Gherardo Gherardi.
Fue además protagonista de una memorable producción de Hamlet, de William Shakespeare, que el famoso crítico Eligio Possenti definìó como pintoresco y atormentado, frente al Hamlet angustiado de Ruggero Ruggeri y el maltratado de Alexander Moissi.
Chiantoni también actuó con frecuencia en la radio, en el Ente Italiano per le Audizioni Radiofoniche (EIAR) y posteriormente en la RAI, formando parte de la Compagnia di Roma della Radio Italiana.
Amedeo Chiantoni falleció en Roma, Italia, en 1965. Había estado casado con la actriz Alfonsina Pieri, y fue padre del actor Renato Chiantoni.

## Teatro radiofónico en la RAI
- Pietra fra pietre (1951), de Hermann Sudermann, dirección de Alberto Casella, con Angelo Calabrese y Giovanna Galletti.